# Espen Barth Eide
Espen Barth Eide, né le 1er mai 1964 à Oslo, est un homme politique norvégien, membre du Parti travailliste norvégien (AP).

## Biographie

### Formation et carrière
Diplômé en sciences politiques, il a étudié à l'université d'Oslo et à l'université de Barcelone. Il a ensuite travaillé comme chercheur à l'Institut norvégien des affaires internationales (NUPI), entre 1993 et 1999 puis de 2002 à 2005.

### Engagement politique
En 1994, il gère la campagne du Mouvement européen-Norvège pour le « oui » au référendum sur l'adhésion à l'Union européenne. Il devient, en 2000, secrétaire d'État au ministère des Affaires étrangères, sous le premier gouvernement du travailliste Jens Stoltenberg.
Avec le retour de ce dernier au pouvoir, il est d'abord nommé, en octobre 2005, secrétaire d'État au ministère de la Défense, puis de nouveau secrétaire d'État au ministère des Affaires étrangères, en juin 2010. Le 11 novembre 2011, il est nommé ministre de la Défense, puis devient, le 21 septembre 2012, ministre des Affaires étrangères.
Dans le gouvernement Støre, entré en fonction le 14 octobre 2021, il est nommé  ministre du Climat et de l'Environnement. Le 16 octobre 2023, il est nommé ministre des Affaires étrangères.